# Saison 2 de Mentalist
Chronologie
Saison 1 Saison 3
Cet article présente les vingt-trois épisodes de la deuxième saison de la série télévisée américaine Mentalist (The Mentalist).

## Synopsis
L'équipe du California Bureau of Investigation (CBI), dirigée par Teresa Lisbon, enquête sur des crimes, avec la collaboration de Patrick Jane, consultant pour le CBI. Cependant, c'est sur le cas de John le Rouge (Red John en V. O.), un tueur en série qui signe toujours ses meurtres par une émoticône dessinée avec le sang de ses victimes sur les murs, que se centre leur attention. John le Rouge a tué l'épouse et la fille de Patrick Jane, qui autrefois se faisait passer pour un médium et s'était moqué du tueur. Patrick Jane dispose d'un sens très fin de la psychologie humaine et de son mental (lecture froide, hypnose…). Il ne s'agit pas d'un pouvoir car il a aussi été prestidigitateur (il use de cet art dans certains épisodes), plus précisément un mentaliste (ce qui lui vaut d'être aussi un manipulateur très efficace).

## Distribution

### Acteurs principaux
- Simon Baker (VF : Thierry Ragueneau) : Patrick Jane
- Robin Tunney (VF : Cathy Diraison) : Teresa Lisbon
- Tim Kang (VF : Stéphane Pouplard) : Kimball Cho
- Owain Yeoman (VF : Thibaut Belfodil) : Wayne Rigsby
- Amanda Righetti (VF : Stéphanie Lafforgue) : Grace Van Pelt

### Acteurs récurrents
- Gregory Itzin (VF : Michel Prud'homme) puis (VF : Hervé Jolly) : Virgil Minelli, chef du CBI (épisodes 1 à 8)
- Terry Kinney (VF : Jean-Alain Velardo) : Sam Bosco (épisodes 1 à 8)
- Aunjanue Ellis (VF : Annie Milon) : Madeleine Hightower, la nouvelle chef du CBI après le départ de Minelli (épisodes 17 à 23)
- Leslie Hope (VF : Véronique Augereau) : Kristina Frye (épisodes 22 et 23)
- JoNell Kennedy (en) : Marcia Wallace (épisodes 8 à 10)
- Sandrine Holt (VF : Anneliese Fromont) : Élise Chaye
- Malcolm McDowell (V. F. : Jean-Pierre Leroux) : Bret Stiles

### Invités
- Christian Clemenson (VF : Jean-François Aupied) : Dr Roy Carmen (épisodes 2 et 3)
- Paul Fitzgerald (VF : Guillaume Lebon) : Elliot Batson (épisode 2)
- Paul Michael Glaser (VF : Jacques Balutin) : Walter Crew (épisode 2)
- Mary Pat Gleason (VF : Catherine Artigala) : Charlotte McAddo (épisode 2)
- Fay Masterson (VF : Malvina Germain) : Melinda Batson (épisode 2)
- Josh Stewart (VF : Thierry Wermuth) : Harlan McAdoo (épisode 2)
- James Earl Jones : Le Libraire (épisode 5)
- Frances Fisher : Victoria Abner (épisode 5)
- Vincent Ventresca : Duncan Weaver (épisode 7)
- Meredith Monroe : Verona Westlake (épisode 7)
- George Wyner (VF : Philippe Ariotti) : Dr Steiner (épisodes 2 et 15)
- Currie Graham (VF : Jean-Louis Faure) : Walter Mashburn (épisode 13)
- Paul Ben-Victor : Lando (épisode 13)
- Tony Curran : Agent Dean Harkin (épisode 16)
- Dwayne Barnes : Jayden Flower (épisode 19)
- John Ales : Cale Sylvan (épisode 19)
- K Callan : Annabelle Draber (épisode 19)
- John Kapelos : Hank Draber (épisode 19)
- William Lucking : Juge Hildred (épisode 19)
- Mia Riverton : Dana Munn (épisode 19)
- Stephen Spinella : Marc Odenthal (épisode 19)
- Rick Hoffman (VF : Jean-Pierre Michaël) : Christopher Lynch (épisode 22)
- Eugene Byrd (VF : Pascal Nowak) : Russell Bigelow (épisode 22)

## Liste des épisodes

### Épisode 1:Sur la touche
- Canada : 22 septembre 2009 sur CTV
- États-Unis : 24 septembre 2009 sur CBS
- France :
  - 12 avril 2010 sur TPS Star
  - 1er septembre 2010 sur TF1[1]
- Belgique : 24 mai 2010 sur Be Séries
- Suisse : 26 août 2010 sur TSR1[2]
- Québec : 30 août 2010 sur V

- États-Unis : 15,07 millions de téléspectateurs[3] (première diffusion)
- Canada : 1,422 million de téléspectateurs[4]
- France : 9,4 millions de téléspectateurs

### Épisode 2:La Lettre écarlate
- États-Unis /  Canada : 1er octobre 2009 sur CBS / CTV
- France :
  - 12 avril 2010 sur TPS Star
  - 1er septembre 2010 sur TF1[1]
- Belgique : 24 mai 2010 sur Be Séries
- Suisse : 26 août 2010 sur TSR1[2]
- Québec : 6 septembre 2010 sur V

- États-Unis : 15,75 millions de téléspectateurs[5] (première diffusion)
- Canada : 2,273 millions de téléspectateurs[6]
- France : 8,9 millions de téléspectateurs

- Paul Michael Glaser (Walter Crew)
- Christian Clemenson (Dr Roy Carmen)
- Paul Fitzgerald (Elliot Batson)
- Mary Pat Gleason (Charlotte McAddo)
- Fay Masterson (Melinda Batson)
- Josh Stewart (Harlan McAdoo)
- George Wyner (Dr Schenider)

### Épisode 3:Trou noir
- États-Unis /  Canada : 8 octobre 2009 sur CBS / CTV
- France :
  - 12 avril 2010 sur TPS Star
  - 8 septembre 2010 sur TF1
- Belgique : 31 mai 2010 sur Be Séries
- Suisse : 2 septembre 2010 sur TSR1[7]
- Québec : 13 septembre 2010 sur V

- États-Unis : 14,7 millions de téléspectateurs[8] (première diffusion)
- Canada : 2,511 millions de téléspectateurs[9]
- France : 8,2 millions de téléspectateurs

- Christian Clemenson (Dr Roy Carmen)

Lisbon va voir le psychologue encore une fois. Comme celui-ci ne lui dit rien, elle pense qu'il fait la même chose que les flics lors d'un interrogatoire. Par ailleurs, elle ne comprend toujours pas pourquoi elle doit y aller régulièrement alors que c'est Patrick Jane qui a tiré sur un homme et qu'en plus il n'a eu qu'une seule séance. Le psychologue lui explique alors que Jane a une bonne santé mentale. Puis, il lui demande si elle souhaite s'exprimer sur son enfance : elle a perdu sa mère lors de ses 12 ans, son père est alcoolique et violent et elle a trois frères. Lisbon reprend en disant que son dossier ne fait pas mention sur le passé violent de son père. Le psychologue tente d'en savoir plus mais le téléphone de Lisbon sonne.

### Épisode 4:La roue tourne
- États-Unis /  Canada : 15 octobre 2009 sur CBS / CTV
- France :
  - 19 avril 2010 sur TPS Star
  - 8 septembre 2010 sur TF1
- Belgique : 31 mai 2010 sur Be Séries
- Suisse : 2 septembre 2010 sur TSR1[7]
- Québec : 20 septembre 2010 sur V

- États-Unis : 15,08 millions de téléspectateurs[10] (première diffusion)
- Canada : 2,386 millions de téléspectateurs[11]
- France : 7,82 millions de téléspectateurs

### Épisode 5:Esprit, es-tu là?
- États-Unis /  Canada : 29 octobre 2009 sur CBS / CTV
- France :
  - 19 avril 2010 sur TPS Star
  - 15 septembre 2010 sur TF1
- Belgique : 7 juin 2010 sur Be Séries
- Suisse : 9 septembre 2010 sur TSR1[12]
- Québec : 27 septembre 2010 sur V

- États-Unis : 15,53 millions de téléspectateurs[13] (première diffusion)
- Canada : 2,383 millions de téléspectateurs[14]
- France : 7,82 millions de téléspectateurs

- James Earl Jones (Le Libraire)
- Frances Fisher (Victoria Abner)

### Épisode 6:L'Or noir
- États-Unis /  Canada : 5 novembre 2009 sur CBS / CTV
- France :
  - 26 avril 2010 sur TPS Star
  - 15 septembre 2010 sur TF1
- Belgique : 7 juin 2010 sur Be Séries
- Suisse : 9 septembre 2010 sur TSR1[12]
- Québec : 4 octobre 2010 sur V

- États-Unis : 16,21 millions de téléspectateurs[15] (première diffusion)
- Canada : 2,198 millions de téléspectateurs[16]
- France : 7,36 millions de téléspectateurs

### Épisode 7:L'Appât du gain
- États-Unis /  Canada : 12 novembre 2009 sur CBS / CTV
- France :
  - 26 avril 2010 sur TPS Star
  - 22 septembre 2010 sur TF1
- Belgique : 14 juin 2010 sur Be Séries
- Suisse : 16 septembre 2010 sur TSR1[17]
- Québec : 11 octobre 2010 sur V

- États-Unis : 16,17 millions de téléspectateurs[18] (première diffusion)
- Canada : 2,403 millions de téléspectateurs[19]
- France : 9,28 millions de téléspectateurs

- Vincent Ventresca (Duncan Weaver)
- Meredith Monroe (Verona Westlake)

Bosco et son équipe se rendent dans une maison de Oakland à la suite de l'enlèvement de Mia Westlake. Ils s'attendent à ce que la maison soit vide mais ils voient de la lumière sous la porte. Une fois à l'intérieur, ils sont surpris de trouver Lisbon, Jane et son équipe. Sur place, le CBI a trouvé un cadavre. Il s'agit de Colin Haymer, victime d'un enlèvement datant de trois ans. La famille avait payé la rançon demandée mais le corps n'avait jamais été restitué. Minelli demande à Bosco et Lisbon de travailler ensemble sur l'enlèvement de Mia. La demande de rançon pour l'enlèvement de Mia est fixée à 3,75 millions de dollars. Cela fait penser à Jane que quelqu'un agit de l'intérieur.

### Épisode 8: La mainde John le Rouge
- États-Unis /  Canada : 19 novembre 2009 sur CBS / CTV
- France :
  - 3 mai 2010 sur TPS Star
  - 22 septembre 2010 sur TF1
- Belgique : 14 juin 2010 sur Be Séries
- Suisse : 16 septembre 2010 sur TSR1[17]
- Québec : 18 octobre 2010 sur V

- États-Unis : 15,85 millions de téléspectateurs[20] (première diffusion)
- Canada : 2,663 millions de téléspectateurs[21]
- France : 8,8 millions de téléspectateurs

### Épisode 9:Pour une poignée de diamants
- États-Unis /  Canada : 10 décembre 2009 sur CBS / CTV
- France :
  - 3 mai 2010 sur TPS Star
  - 29 septembre 2010 sur TF1
- Belgique : 21 juin 2010 sur Be Séries
- Suisse : 23 septembre 2010 sur TSR1[22]
- Québec : 25 octobre 2010 sur V

- États-Unis : 16,37 millions de téléspectateurs[23] (première diffusion)
- Canada : 2,171 millions de téléspectateurs[24]
- France : 9,03 millions de téléspectateurs

### Épisode 10:Fils prodige
- États-Unis /  Canada : 17 décembre 2009 sur CBS / CTV
- France :
  - 10 mai 2010 sur TPS Star
  - 29 septembre 2010 sur TF1
- Belgique : 21 juin 2010 sur Be Séries
- Suisse : 23 septembre 2010 sur TSR1[22]
- Québec : 1er novembre 2010 sur V

- États-Unis : 15,77 millions de téléspectateurs[25] (première diffusion)
- Canada : 1,889 million de téléspectateurs[26]
- France : 8,63 millions de téléspectateurs

### Épisode 11:Promo 95
- États-Unis /  Canada : 14 janvier 2010 sur CBS / CTV
- France :
  - 10 mai 2010 sur TPS Star
  - 6 octobre 2010 sur TF1
- Belgique : 28 juin 2010 sur Be Séries
- Suisse : 30 septembre 2010 sur TSR1[27]
- Québec : 8 novembre 2010 sur V

- États-Unis : 15,38 millions de téléspectateurs[28] (première diffusion)
- Canada : 2,139 millions de téléspectateurs[29]
- France : 9,57 millions de téléspectateurs

### Épisode 12:À contrecœur
- États-Unis /  Canada : 21 janvier 2010 sur CBS / CTV
- France :
  - 17 mai 2010 sur TPS Star
  - 6 octobre 2010 sur TF1
- Belgique : 28 juin 2010 sur Be Séries
- Suisse : 30 septembre 2010 sur TSR1[27]
- Québec : 15 novembre 2010 sur V

- États-Unis : 14,56 millions de téléspectateurs[30] (première diffusion)
- Canada : 2,132 millions de téléspectateurs[31]
- France : 8,46 millions de téléspectateurs

### Épisode 13:L'Employé du mois
- États-Unis /  Canada : 4 février 2010 sur CBS / CTV
- France :
  - 17 mai 2010 sur TPS Star
  - 13 octobre 2010 sur TF1
- Belgique : 5 juillet 2010 sur Be Séries
- Suisse : 7 octobre 2010 sur TSR1[32]
- Québec : 22 novembre 2010 sur V

- États-Unis : 14,68 millions de téléspectateurs[33] (première diffusion)
- Canada : 2,202 millions de téléspectateurs[34]
- France : 9,81 millions de téléspectateurs

- Currie Graham (Walter Mashburn)
- Paul Ben-Victor (Lando)

### Épisode 14:Passé trouble
- États-Unis /  Canada : 11 février 2010 sur CBS / CTV
- France :
  - 24 mai 2010 sur TPS Star
  - 13 octobre 2010 sur TF1
- Belgique : 5 juillet 2010 sur Be Séries
- Suisse : 7 octobre 2010 sur TSR1[32]
- Québec : 29 novembre 2010 sur V

- États-Unis : 15,86 millions de téléspectateurs[35] (première diffusion)
- Canada : 2,147 millions de téléspectateurs[36]
- France : 8,9 millions de téléspectateurs

- Sandrine Holt (Élise Chaye)
- Alexandra Holden (Crystal Hargrove)

### Épisode 15:Combat de chefs
- États-Unis /  Canada : 4 mars 2010 sur CBS / CTV
- France :
  - 24 mai 2010 sur TPS Star
  - 27 octobre 2010 sur TF1
- Belgique : 12 juillet 2010 sur Be Séries
- Suisse : 14 octobre 2010 sur TSR1[38]
- Québec : 31 janvier 2011 sur V

- États-Unis : 14,87 millions de téléspectateurs[39] (première diffusion)
- Canada : 2,156 millions de téléspectateurs[40]
- France : 8,6 millions de téléspectateurs

- George Wyner (Dr Schenider)

### Épisode 16:Code rouge
- États-Unis /  Canada : 11 mars 2010 sur CBS / CTV
- France :
  - 31 mai 2010 sur TPS Star
  - 27 octobre 2010 sur TF1
- Belgique : 12 juillet 2010 sur Be Séries
- Suisse : 14 octobre 2010 sur TSR1[38]
- Québec : 7 février 2011 sur V

- États-Unis : 16,02 millions de téléspectateurs[41] (première diffusion)
- Canada : 2,45 millions de téléspectateurs[42]
- France : 8,5 millions de téléspectateurs

### Épisode 17:L'Alliance de Cléopâtre
- États-Unis /  Canada : 1er avril 2010 sur CBS / CTV
- France :
  - 31 mai 2010 sur TPS Star
  - 3 novembre 2010 sur TF1
- Belgique : 19 juillet 2010 sur Be Séries
- Suisse : 21 octobre 2010 sur TSR1[43]
- Québec : 14 février 2011 sur V

- États-Unis : 14,11 millions de téléspectateurs[44] (première diffusion)
- Canada : 1,692 million de téléspectateurs[45]
- France : 10 millions de téléspectateurs

### Épisode 18:Culture et Dépendance
- États-Unis /  Canada : 8 avril 2010 sur CBS / CTV
- France :
  - 7 juin 2010 sur TPS Star
  - 3 novembre 2010 sur TF1
- Belgique : 19 juillet 2010 sur Be Séries
- Suisse : 21 octobre 2010 sur TSR1[43]
- Québec : 21 février 2011 sur V

- États-Unis : 16,32 millions de téléspectateurs[46] (première diffusion)
- Canada : 2,354 millions de téléspectateurs[47]
- France : 9,4 millions de téléspectateurs

### Épisode 19:Au mépris de la loi
- États-Unis /  Canada : 22 avril 2010 sur CBS / CTV
- France :
  - 7 juin 2010 sur TPS Star
  - 10 novembre 2010 sur TF1
- Belgique : 26 juillet 2010 sur Be Séries
- Suisse : 28 octobre 2010 sur TSR1[48]
- Québec : 28 février 2011 sur V

- États-Unis : 13,96 millions de téléspectateurs[49] (première diffusion)
- Canada : 2,344 millions de téléspectateurs[50]
- France : 9,08 millions de téléspectateurs

### Épisode 20:Les Héritiers
- États-Unis /  Canada : 29 avril 2010 sur CBS / CTV
- France :
  - 14 juin 2010 sur TPS Star
  - 10 novembre 2010 sur TF1
- Belgique : 26 juillet 2010 sur Be Séries
- Suisse : 28 octobre 2010 sur TSR1[48]
- Québec : 7 mars 2011 sur V

- États-Unis : 14,84 millions de téléspectateurs[51] (première diffusion)
- Canada : 2,092 millions de téléspectateurs[52]
- France : 8,9 millions de téléspectateurs

### Épisode 21:La Pièce maîtresse
- États-Unis /  Canada : 6 mai 2010 sur CBS / CTV
- France :
  - 14 juin 2010 sur TPS Star
  - 1er décembre 2010 sur TF1[53]
- Belgique : 2 août 2010 sur Be Séries
- Suisse : 4 novembre 2010 sur TSR1[54]
- Québec : 14 mars 2011 sur V

- États-Unis : 14,85 millions de téléspectateurs[55] (première diffusion)
- Canada : 2,193 millions de téléspectateurs[56]
- France : 9,12 millions de téléspectateurs

### Épisode 22:Regard de femme
- États-Unis /  Canada : 13 mai 2010 sur CBS / CTV
- France :
  - 21 juin 2010 sur TPS Star
  - 15 décembre 2010 sur TF1[53]
- Belgique : 2 août 2010 sur Be Séries
- Suisse : 4 novembre 2010 sur TSR1[54]
- Québec : 21 mars 2011 sur V

- États-Unis : 14,84 millions de téléspectateurs[57] (première diffusion)
- Canada : 2,313 millions de téléspectateurs[58]
- France : 8,94 millions de téléspectateurs

- Eugene Byrd (Russell Bigelow)
- Alice Evans (Ilsa Engels)
- Leslie Hope (Kristina Frye)
- Rick Hoffman (Christopher Lynch)

### Épisode 23:John le Rouge contre Patrick Jane
- États-Unis /  Canada : 20 mai 2010 sur CBS / CTV
- France :
  - 21 juin 2010 sur TPS Star
  - 22 décembre 2010 sur TF1[53]
- Belgique : 2 août 2010 sur Be Séries
- Suisse : 11 novembre 2010 sur TSR1[59]
- Québec : 28 mars 2011 sur V

- États-Unis : 15,22 millions de téléspectateurs[60] (première diffusion)
- Canada : 1,379 million de téléspectateurs[61]
- France : 8,8 millions de téléspectateurs

- Leslie Hope (Kristina Frye)
- Jack Plotnick (Brett Partridge)
- Carrie Finklea (Ruth)
- Stephen Sowan (Dylan)
- Aunjanue Ellis (Madeleine Hightower)
- Cameron Van Cleave (Wesley Blankfein)
- Tracy Fraim (FBI Agent Fenton)
- Xander Berkeley (Thomas McAllister)